# Saoussen Maalej
Saoussen Maalej (arabe : سوسن معالج) est une actrice tunisienne connue pour ses rôles dans des séries télévisées et des courts métrages. Elle est également animatrice de radio.
Elle a été mariée au journaliste tunisien Ilyes Gharbi.

## Filmographie

### Cinéma

#### Longs métrages
- 2003 : Le Soleil assassiné d'Abdelkrim Bahloul
- 2004 :
  - La Villa de Mohamed Damak : Alia (sœur de Hédi)
  - Parole d'hommes de Moez Kamoun (ar) : Olfa
- 2006 : Fleur d'oubli de Salma Baccar
- 2013 :
  - Jeudi après-midi de Mohamed Damak
  - Affreux, cupides et stupides (Hezz Ya Wezz) d'Ibrahim Letaïef[2] : Elvis
- 2015 : Lala Zoubeïda Ouaness de Yahia Mouzahem : Zoubeïda Ouaness
- 2018 :
  - Regarde-moi de Nejib Belkadhi : Khadija
  - Le Pardon de Najwa Limam Slama : Sofia

#### Courts métrages
- 2000 : Un Rire de trop d'Ibrahim Letaïef
- 2005 : Tsawer de Nejib Belkadhi et Souad Ben Slimane[2]
- 2006 :
  - Croix X de Madih Belaïd
  - Je vous ai à l'œil d'Ibrahim Letaïef[2]
  - Comme les autres de Mohamed Ben Attia[2]
  -  Train Train de Taoufik Béhi
- 2008 : Allô de Madih Belaïd
- 2010 : Tiraillement de Najwa Slama Limam[2] : Lilia
- 2012 : Bousculade du 9 avril 1938 de Tarak Khalladi et Sawssen Saya[2]
- 2014 : Miel amer d'Emna Najjar : Magda
- 2019 : 24 vérités de Sélim Gribâa : Asma Béji

### Télévision

#### Séries
- 2002 : Itr Al Ghadhab de Habib Mselmani : Adila
- 2003 :
  - Chez Azaïez de Slaheddine Essid (invitée d'honneur de l'épisode 25) : Olfa
  - Ya Msaharni de Moncef Dhouib
- 2004 : Hssabet w Aqabet de Habib Mselmani : Najla
- 2005 : Aoudat Al Minyar de Habib Mselmani et Ali Louati : Houda
- 2007 : Layali el bidh de Habib Mselmani : Aïda
- 2008 :
  - Bin Ethneya de Habib Mselmani : Naïma
  - Choufli Hal (saison 5) de Slaheddine Essid : Mariem (Mimi)
- 2010 : Nsibti Laaziza (saison 1) de Slaheddine Essid : Fathia (Ftouh)
- 2012 : Zanket Nsa de Fatma Bennour : Baya Kastalli Bach Baoueb
- 2013 :
  - Yawmiyat Imraa de Khalida Chibeni : Alya
  - Njoum Ellil (saison 4) de Mehdi Nasra : Salma
- 2013-2014 : Happy Ness de Majdi Smiri : Manou
- 2014 : Naouret El Hawa (saison 1) de Madih Belaïd : Nahed
- 2016 :
  - Le Président de Jamil Najjar : Rafiaa
  - Bolice 2.0 de Majdi Smiri : Mme Lobna
- 2018 : Lavage de Saif Dhrif : Wajiha
- 2019 : L'Affaire 460 de Majdi Smiri : Rym
- 2022 : Ken Ya Makenech (saison 2) d'Abdelhamid Bouchnak : la reine Elissar
- 2025 : Oued El Bey de Raouia Marmouch[3]

#### Téléfilms
- 2003 : Khota Fawka Assahab d'Abdellatif Ben Ammar
- 2009 : Choufli Hal d'Abdelkader Jerbi : Mariem (Mimi)

#### Émissions
Saoussen Maalej débute à la télévision dans l'émission Chams Alik sur Canal+ Horizons : elle y est animatrice auprès de Nejib Belkadhi, de 1999 à 2001, année où l'émission s'interrompt en raison de la fermeture de la chaîne. Elle est ensuite animatrice dans le talk-show quotidien Ahla Snine dont Ilyes Gharbi est le rédacteur en chef, diffusée sur Canal 21. Puis, de 2009 à 2010, elle officie dans l'émission Ness Nessma sur Nessma aux côtés de l'animateur Fawez Ben Tmessek ; elle y interprète plusieurs personnages fictifs tels que Sassia, Anissa Poussette et Madama Gabsi dans des chroniques satiriques et parodiques. Certains de ces sketchs font cependant polémique.

## Théâtre
- 2005 : État civil d'Atef Ben Hassine
- 2013 : Zanket Ensé[6], adaptation tunisienne de la pièce Le Clan des divorcées sur une mise en scène de Sami Montacer